# الحيوانات (فلم 2012)
الحيوانات (بالكتالونية: Animals) هو فيلم درامي إسباني لعام 2012 من إخراج مارسال فوريس.

## فريق التمثيل
1. مارتن فريمان
2. ماريا رودريغيز سوتو
3. أغسطس برو
4. أوريول بلا
5. باولا ماليا
6. ديمتري ليونيداس
7. خافيير بلتران
8. روزر تابياس
9. ألبا ريباس
10. إيما لاكوستينا
11. خوسيه لويس باديلا
12. لويس ريفيرا
13. ألفار تراياي
14. إيناكي مر

## روابط خارجية
- مقالات تستعمل روابط فنية بلا صلة مع ويكي بيانات